# Yogi's First Christmas
Yogi's First Christmas (no Brasil: O Primeiro Natal do Zé Colmeia) é um especial de televisão, produzido pela Hanna-Barbera Productions. Foi apresentada originalmente pela rede Syndication em 22 de novembro de 1980.

## Enredo
Zé Colmeia e Catatau geralmente hibernam durante o Natal, mas este ano eles são despertados por Dom Pixote, Leão da Montanha e Bibo Pai e Bobi Filho que vieram ao Parque Jellystone para o Feriado. Ao se hospedarem no hotel, percebem que o mesmo se encontra vazio (sem hóspedes) devido a alguns acontecimentos estranhos que ocorreram no Natal passado causados pelo Eremita Herman que odeia o Natal. E com isto a dona do Hotel quer encerrar as atividades do mesmo, vendendo-o para uma grande empresa que quer construir um "Elevado" naquele local, mas ainda não é certo que ela tome esta decisão, tudo vai depender de como as coisas vão funcionar neste Natal... o problema é que Herman está decidido mais uma vez a arruinar tudo, mas Zé Colmeia está ao seu encalço e ainda tem a ajuda da ursa Cindy que é apaixonada por ele.

## Elenco de Dublagem

### Nos Estados Unidos
- Daws Butler: Zé Colmeia, Dom Pixote, Leão da Montanha, Bobi Filho
- Don Messick: Catatau, Guarda Smith, Eremita
- Janet Waldo: Cindy, Sophie Throckmorton
- John Stephenson: Bibo Pai, Sr. Sineta
- Marilyn Schreffler: Snively
- Hal Smith: Otto (o chef), Papai Noel

### No Brasil
- Fancisco Turelli: Dom Pixote
- Orlando Drumond: Leão da Montanha
- Neuza Tavares: Cindy

## VHS/DVD
O filme foi lançado em VHS pela Worldvision Home Video em meados da década de 1980, em seguida, re-lançado em DVD, pela Warner Home Video como parte do "Archive Collection" em 17 de novembro de 2009.